# Servomotor
Servomotor (od lat. servus: sluga, rob + motor: pokretač ) je elektromotor koji prema primljenom upravljačkom signalu zauzima određeni zakretni položaj (zakretni ili rotacijski servomotor) ili mjesto na nekoj putanji (pravocrtni ili linearni servomotor), odnosno razvija odgovarajući zakretni moment ili silu. Pokretanjem i zaustavljanjem servomotora upravlja se regulacijskim krugom, koji primljeni upravljački signal manje snage (električni, mehanički, pneumatski, hidraulički) pretvara u pomake, najčešće s većom izvršnom mehaničkom snagom (preko mehaničkog prijenosa - reduktora). Između regulacijskoga dijela i servomotora obično se ugrađuje mjerni instrument (na primjer davač položaja ili enkoder), koji utvrđuje točan položaj (kut, pomak) izvršnoga dijela servomotora, te izmjereni položaj po potrebi popravlja (povratna veza). 
Servomotori se primjenjuju samostalno ili kao dijelovi servomehanizama u alatnim strojevima, strojevima za pakiranje, industrijskim robotima, kod upravljanja letjelicama, plovilima i drugom.

## Vanjske poveznice
|  | Zajednički poslužitelj ima još gradiva o temi Servomotor |